# Distretto della Valle del Dibang
Il distretto della Valle del Dibang è un distretto dell'Arunachal Pradesh, in India. Il suo capoluogo è Anini.
Confina a nord e nord-est con il Tibet, ad ovest con il distretto del Siang Orientale, a sud con il distretto della Bassa Valle del Dibang e a sude-est con il distretto di Lohit.